# Pteranomalogramma
Pteranomalogramma is een geslacht van vliesvleugeligen uit de familie Trichogrammatidae. De wetenschappelijke naam van dit geslacht is voor het eerst geldig gepubliceerd in 2005 door Viggiani & Velasquez.

## Soorten
Het geslacht Pteranomalogramma is monotypisch en omvat slechts de volgende soort:
- Pteranomalogramma singulare Viggiani & Velasquez, 2005